# Binary exponential backoff
Pour les articles homonymes, voir BEB.
Le binary exponential backoff (BEB) est un algorithme utilisé dans le protocole Ethernet et Wi-Fi pour limiter la charge du réseau quand une collision se produit entre deux messages émis simultanément par deux stations.
Dans un réseau ethernet, lorsqu'une station détecte une collision elle doit envoyer un jam signal sur le support partagé. À la fin de la transmission de ce signal, la sous-couche CSMA/CD de chaque station doit retarder la transmission qu'elle prévoit éventuellement de faire avant de tenter de transmettre ou retransmettre une énième fois son paquet. Le délais d'attente est un multiple entier de slotTime choisi aléatoirement dans un intervalle dont la taille est égale à 2k, où k est le nombre de tentatives infructueuses (la taille de l'intervalle double à chaque fois) et est limité à 10.